# Pająki Słowenii
Pająki Słowenii, araneofauna Słowenii – ogół taksonów pajęczaków z rzędu pająków, których występowanie stwierdzono na terenie Słowenii.
Według checklisty Roka Kostanjška i Matjaža Kuntnera do 2015 roku z terenu Słowenii wykazano 473 gatunki pająków z 286 rodzajów i 43 rodzin; wszystkie z podrzędu Opisthothelae:

## Infrarząd:Ptaszniki(Mygalomorphae)

### Gryzielowate(Atypidae)
- Atypus affinis – gryziel zachodni
- Atypus muralis – gryziel stepowy
- Atypus piceus – gryziel tapetnik

## Infrarząd:Pająki wyższe(Araneomorphae)

### Aksamitnikowate(Clubionidae)
- Clubiona brevipes
- Clubiona caerulescens
- Clubiona comta
- Clubiona corticalis
- Clubiona genevensis
- Clubiona germanica
- Clubiona leucaspis
- Clubiona lutescens
- Clubiona marmorata
- Clubiona neglecta
- Clubiona pallidula
- Clubiona phragmitis
- Clubiona pseudoneglecta
- Clubiona reclusa
- Clubiona similis
- Clubiona stagnatilis
- Clubiona subsultans
- Clubiona subtilis
- Clubiona terrestris
- Clubiona trivialis

### Anapidae
- Comaroma simoni

### Ciemieńcowate(Dictynidae)
- Argenna subnigra
- Brigittea latens
- Cicurina cicur
- Dictyna arundinacea
- Dictyna civica
- Dictyna pusilla
- Dictyna uncinata
- Lathys humilis
- Lathys nielseni
- Lathys stigmatisata
- Mastigusa arietina
- Mastigusa macrophthalma
- Nigma walckenaeri – liściak

### Czyhakowate(Segestriidae)
- Segestria bavarica
- Segestria cavernicola
- Segestria croatica
- Segestria florentina
- Segestria senoculata – czyhak sześciooki

### Darownikowate(Pisauridae)
- Dolomedes fimbriatus – bagnik przybrzeżny
- Dolomedes plantarius – bagnik nadwodny
- Pisaura mirabilis – darownik przedziwny

### Filistatidae
- Filistata insidiatrix

### Hahniidae
- Antistea elegans
- Cryphoeca silvicola
- Hahnia helveola
- Hahnia montana
- Hahania nava
- Hahnia ononidum
- Hahnia pusilla

### Klejnotnikowate(Theridiosomatidae)
- Theridiosoma gemmosum – klejnotnik

### Koliściakowate(Uloboridae)
- Hyptiotes paradoxus – prząstnik
- Uloborus plumipes
- Uloborus walckenaerius

### Komórczakowate(Dysderidae)
- Dasumia canestrinii
- Dasumia carpatica
- Dysdera adriatica
- Dysdera crocata
- Dysdera dubrovninnii
- Dysdera erythrina
- Dysdera hungarica
- Dysdera kollari
- Dysdera longirostris
- Dysdera microdonta
- Dysdera ninnii
- Harpactea grisea
- Harpactea hombergi
- Harpactea lepida
- Harpactea rubicunda
- Mesostalita nocturna
- Parastalita stygia
- Rhode aspinifera
- Stalita hadzii
- Stalita intermifemur
- Stalita taenaria

### Krzyżakowate(Araneidae)
- Aculepeira ceropegia – kołosz wielobarwny
- Agalenatea redii – krzyżaczek ugorowy
- Araneus alsine – krzyżak pomarańczowy
- Araneus angulatus – krzyżak rogaty
- Araneus circe
- Araneus diadematus – krzyżak ogrodowy
- Araneus marmoreus – krzyżak dwubarwny
- Araneus quadratus – krzyżak łąkowy
- Araneus sturmi
- Araneus triguttatus
- Araniella alpica
- Araniella cucurbitina – krzyżak zielony
- Araniella opisthographa
- Argiope bruennichi – tygrzyk paskowany
- Cercidia prominens
- Cyclosa conica – kołosz stożkowaty
- Cyclosa oculata
- Gibbaranea bituberculata
- Hypsosinga albovittata
- Hypsosinga heri
- Hypsosinga pygmaea
- Hypsosinga sanguinea
- Larinioides cornutus – krzyżak nadwodny
- Larinioides sclopetarius
- Larinioides suspicax
- Leviellus thorelli
- Mangora acalypha – mangora
- Neoscona adianta
- Neoscona subfusca
- Nuctenea umbratica – kołosz szczelinowy
- Singa hamata – rośliniowiec
- Singa nitidula
- Stroemiellus stroemi
- Zilla diodia
- Zygiella keyserlingi
- Zygiella x-notata – liścianek sektornik

### Kwadratnikowate(Tetragnathidae)
- Meta menardi – sieciarz jaskiniowy
- Metellina mengei
- Metellina merianae
- Metellina segmentata – czaik jesienny
- Pachygnatha clercki
- Pachygnatha degeeri
- Pachygnatha listeri
- Pachygnatha terilis
- Tetragnatha extensa – kwadratnik trzcinowy
- Tetragnatha montana – kwadratnik długonogi
- Tetragnatha nigrita
- Tetragnatha obtusa
- Tetragnatha pinicola

### Leptonetidae
- Protoleptoneta italica

### Lejkowcowate(Agelenidae)
- Agelena labyrinthica – lejkowiec labiryntowy
- Allagelena gracilens
- Coelotes alpinus
- Coelotes atropos
- Coelotes poleneci
- Coelotes solitarius
- Coelotes terrestris – norosz ziemny
- Eratigena agrestis – kątnik wiejski
- Eratigena atrica – kątnik większy (kątnik domowy większy)
- Hadites tegenarioides
- Histopona luxurians
- Histopona torpida
- Inermocoelotes anoplus
- Inermocoelotes inermis
- Tegenaria campestris – kątnik polny
- Tegenaria domestica – kątnik domowy (kątnik domowy mniejszy)
- Tegenaria ferruginea – kątnik rdzawy
- Tegenaria pagana
- Tegenaria parietina – kątnik ścienny
- Tegenaria parvula
- Tegenaria silvestris – kątnik leśny
- Tegenaria tridentina
- Textrix caudata
- Textrix denticulata
- Urocoras munieri

### Lenikowate(Zodariidae)
- Zodarion germanicum – lenik germański
- Zodarion hamatum
- Zodarion italicum
- Zodarion pusio
- Zodarion scutatum

### Mysmenidae
- Mysmenella jobi
- Trogloneta granulum

### Motaczowate(Anyphaenidae)
- Anyphaena accentuata – motacz nadrzewny
- Anyphaena sabina

### Nasosznikowate(Pholcidae)
- Holocnemus pluchei
- Pholcus opilionoides – nasosznik drobny
- Pholcus phalangioides – nasosznik trzęś
- Psilochorus simoni
- Spermophora senoculata

### Naśladownikowate(Mimetidae)
- Ero aphana – guzoń garbusek
- Ero furcata – guzoń pajęczarz
- Ero tuberculata

### Nemesiidae
- Brachythele media
- Nemesia caementaria
- Nemesia pannonica

### Obniżowate(Liocranidae)
- Agroeca brunnea – knapiatek brązowy
- Agroeca cuprea
- Agroeca proxima
- Apostenus fuscus
- Liocranum perarmatum
- Liocranum rupicola
- Sagana rutilans
- Scotina celans
- Scotina palliardii

### Oecobiidae
- Oecobius maculatus
- Uroctea durandi

### Omatnikowate(Theridiidae)
- Anelosimus vittatus
- Asagena italica
- Asagena phalerata
- Crustulina guttata
- Crustulina scabripes
- Cryptachaea riparia
- Dipoena braccata
- Dipoena coracina
- Dipoena melanogaster
- Dipoena torva
- Enoplognatha afrodite
- Enoplognatha latimana
- Enoplognatha ovata
- Enoplognatha thoracica
- Episinus angulatus
- Episinus cavernicola
- Episinus maculipes
- Episinus truncatus
- Euryopis flavomaculata
- Euryopis laeta
- Heterotheridion nigrovariegatum
- Lasaeola prona
- Lasaeola tristis
- Neottiura bimaculata
- Neottiura herbigrada
- Neottiura suaveolens
- Paidiscura pallens
- Parasteatoda lunata
- Parasteatoda simulans
- Parasteatoda tepidariorum
- Pholcomma gibbum
- Phylloneta impressa
- Phylloneta sisyphia
- Platnickina tincta
- Robertus lividus
- Robertus neglectus
- Robertus scoticus
- Robertus truncorum
- Rugathodes bellicosus
- Sardinidion blackwalli
- Simitidion simile
- Steatoda bipunctata
- Steatoda grossa
- Steatoda paykulliana
- Steatoda triangulosa
- Theridion betteni
- Theridion boesenbergi
- Theridion familiare
- Theridion melanurum
- Theridion mystaceum
- Theridion petraeum
- Theridion pictum
- Theridion pinastri
- Theridion varians
- Theridula gonygaster

### Osnuwikowate(Linyphiidae)
- Abacoproeces saltuum
- Agnyphantes expunctus
- Agyneta affinis
- Agyneta equestris
- Agyneta fuscipalpa
- Agyneta gulosa
- Agyneta innotabilis
- Agyneta rurestris
- Agyneta saxatilis
- Agyneta simplicitarsis
- Anguliphantes monticola
- Araeoncus anguineus
- Araeoncus humilis
- Asthenargus bracianus
- Bathyphantes gracilis
- Bathyphantes nigrinus
- Bolyphantes alticeps
- Bolyphantes kolosvaryi
- Bolyphantes luteolus
- Centromerita bicolor
- Centromerus capucinus
- Centromerus cavernarum
- Centromerus incilium
- Centromerus leruthi
- Centromerus pabulator
- Centromerus sellarius
- Centromerus serratus
- Centromerus silvicola
- Centromerus subalpinus
- Centromerus sylvaticus
- Centrophantes crosbyi
- Centrophantes roeweri
- Ceratinella brevipes
- Ceratinella brevis
- Ceratinella major
- Ceratinella scabrosa
- Cinetata gradata
- Cnephalocotes obscurus
- Collinsia inerrans
- Cresmatoneta mutinensis
- Dicymbium nigrum
- Diplocentria bidentata
- Diplocephalus alpinus
- Diplocephalus crassilobus
- Diplocephalus cristatus
- Diplocephalus helleri
- Diplocephalus latifrons
- Diplocephalus picinus
- Diplostyla concolor
- Dismodicus elevatus
- Drapetisca socialis
- Entelecara acuminata
- Entelecara congenera
- Entelecara erythropus
- Entelecara media
- Erigone dentipalpis
- Erigone longipalpis
- Erigonella hiemalis
- Erigonella subelevata
- Floronia bucculenta
- Formiphantes lephthyphantiformis
- Frontinellina frutetorum
- Gnathonarium dentatum
- Gonatium hilare
- Gonatium paradoxum
- Gonatium rubellum
- Gonatium rubens
- Gongylidiellum edentatum
- Gongylidium rufipes
- Helophora insignis
- Hylyphantes nigritus
- Hypomma cornutum
- Hypsocephalus pusillus
- Improphantes decolor
- Incestophantes annulatus
- Ipa keyserlingi
- Kaestneria dorsalis
- Labulla thoracica
- Lepthyphantes leprosus
- Lepthyphantes minutus
- Lepthyphantes notabilis
- Linyphia hortensis
- Linyphia triangularis
- Macrargus carpenteri
- Macrargus rufus
- Mansuphantes fragilis
- Mansuphantes mansuetus
- Maso sundevalli
- Mecopisthes silus
- Mecynargus foveatus
- Megalepthyphantes collinus
- Megalepthyphantes nebulosus
- Mermessus trilobatus
- Micrargus herbigradus
- Micrargus subaequalis
- Microlinyphia pusilla
- Microneta viaria
- Minicia marginella
- Minyriolus pusillus
- Moebelia penicillata
- Mughiphantes baebleri
- Mughiphantes hadzii
- Mughiphantes mughi
- Mughiphantes triglavensis
- Mughiphantes variabilis
- Nematogmus sanguinolentus
- Neriene clathrata
- Neriene emphana
- Neriene furtiva
- Neriene montana
- Neriene peltata
- Neriene radiata
- Nusoncus nasutus
- Obscuriphantes obscurus
- Oedothorax agrestis
- Oedothorax apicatus
- Oedothorax retusus
- Oreoneta montigena
- Oreonetides glacialis
- Oryphantes angulatus
- Ostearius melanopygius
- Palliduphantes alutacius
- Palliduphantes istrianus
- Palliduphantes pallidus
- Palliduphantes pillichi
- Panamomops affinis
- Panamomops mengei
- Parapelecopsis nemoralis
- Pelecopsis elongata
- Pelecopsis radicicola
- Pityohyphantes phrygianus
- Pocadicnemis carpatica
- Pocadicnemis pumila
- Porrhomma campbelli
- Porrhomma convexum
- Porrhomma egeria
- Porrhomma microphthalmum
- Porrhomma microps
- Porrhomma myops
- Porrhomma pygmaeum
- Porrhomma rosenhaueri
- Saaristoa firma
- Saloca diceros
- Sauron rayi
- Scotargus pilosus
- Sintula corniger
- Sintula retroversus
- Sintula spiniger
- Stemonyphantes conspersus
- Stemonyphantes lineatus
- Styloctetor stativus
- Syedra gracilis
- Tallusia experta
- Tallusia vindobonensis
- Tapinocyba insecta
- Tapinocyba pallens
- Tapinopa longidens
- Tenuiphantes alacris
- Tenuiphantes cristatus
- Tenuiphantes flavipes
- Tenuiphantes mengei
- Tenuiphantes tenebricola
- Tenuiphantes tenuis
- Tenuiphantes zimmermanni
- Theonina cornix
- Thyreostenius parasiticus
- Tiso aestivus
- Tiso vagans
- Trematocephalus cristatus
- Trichoncus affinis
- Trichoncus hackmani
- Trichoncus saxicola
- Trichoncus scrofa
- Trichoncyboides simoni
- Trichopterna cito
- Troglohyphantes brignolii
- Troglohyphantes confusus
- Troglohyphantes croaticus
- Troglohyphantes cruentus
- Troglohyphantes diabolicus
- Troglohyphantes diurnus
- Troglohyphantes excavatus
- Troglohyphantes fagei
- Troglohyphantes gamsi
- Troglohyphantes gracilis
- Troglohyphantes helsdingeni
- Troglohyphantes jamatus
- Troglohyphantes karawankorum
- Troglohyphantes latzeli
- Troglohyphantes novicordis
- Troglohyphantes poleneci
- Troglohyphantes polyophthalmus
- Troglohyphantes sbordonii
- Troglohyphantes scientificus
- Troglohyphantes similis
- Troglohyphantes sketi
- Troglohyphantes sordellii
- Troglohyphantes spinipes
- Troglohyphantes subalpinus
- Troglohyphantes thaleri
- Troglohyphantes trispinosus
- Troglohyphantes typhlonetiformis
- Troglohyphantes vicinus
- Troglohyphantes wiehlei
- Walckenaeria acuminata
- Walckenaeria antica
- Walckenaeria atrotibialis
- Walckenaeria capito
- Walckenaeria corniculans
- Walckenaeria cucullata
- Walckenaeria cuspidata
- Walckenaeria furcillata
- Walckenaeria mitrata
- Walckenaeria monoceros
- Walckenaeria obtusa
- Walckenaeria simplex

### Phrurolithidae
- Phrurolithus festivus
- Phrurolithus minimus

### Podkamieniakowate(Titanoecidae)
- Nurscia albomaculata
- Titanoeca quadriguttata – podkamieniak czteroplamkowy
- Titanoeca tristis
- Titanoeca veteranica

### Pogońcowate(Lycosidae)
- Acantholycosa lignaria
- Acantholycosa pedestris
- Alopecosa accentuata
- Alopecosa aculeata
- Alopecosa cuneata
- Alopecosa cursor
- Alopecosa fabrilis
- Alopecosa inquilina
- Alopecosa mariae
- Alopecosa pulverulenta
- Alopecosa schmidti
- Alopecosa sulzeri
- Alopecosa trabalis
- Arctosa alpigena
- Arctosa cinerea
- Arctosa figurata
- Arctosa fulvolineata
- Arctosa leopardus
- Arctosa lutetiana
- Arctosa maculata
- Arctosa perita
- Arctosa personata
- Arctosa stigmosa
- Aulonia albimana
- Hogna radiata
- Lycosa singoriensis
- Pardosa agrestis
- Pardosa agricola
- Pardosa alacris
- Pardosa amentata
- Pardosa bifasciata
- Pardosa blanda
- Pardosa ferruginea
- Pardosa hortensis
- Pardosa lugubris
- Pardosa monticola
- Pardosa morosa
- Pardosa nigra
- Pardosa palustris
- Pardosa prativaga
- Pardosa proxima
- Pardosa pseudostrigillata
- Pardosa pullata
- Pardosa riparia
- Pardosa saltuaria
- Pardosa saturatior
- Pardosa vittata
- Pardosa wagleri
- Pirata piraticus
- Pirata tenuitarsis
- Pirata uliginosus
- Piratula hygrophyla
- Piratula knorri
- Piratula latitans
- Trochosa hispanica
- Trochosa robusta
- Trochosa ruricola
- Trochosa spinipalpis
- Trochosa terricola
- Xerolycosa nemoralis

### Poskoczowate(Eresidae)
- Eresus kollari – poskocz krasny

### Rozsnuwaczowate(Scytodidae)
- Scytodes thoracica – rozsnuwacz plujący

### Sidliszowate(Amaurobiidae)
- Amaurobius ereberi
- Amaurobius fenestralis – sidlisz jaskiniowy
- Amaurobius ferox – sidlisz piwniczny
- Amaurobius jugorum
- Amaurobius minor
- Amaurobius obtusus
- Amaurobius scopolii
- Callobius claustrarius

### Skakunowate(Salticidae)
- Aelurillus v-insignitus
- Asianellus festivus
- Ballus chalybeius
- Carrhotus xanthogramma
- Chalcoscirtus infimus
- Dendryphantes hastatus
- Dendryphantes rudis
- Euophrys frontalis
- Euophrys herbigrada
- Evarcha arcuata
- Evarcha falcata
- Evarcha jucunda
- Evarcha laetabunda
- Evarcha michailovi
- Hasarius adansoni
- Heliophanus aeneus
- Heliophanus auratus
- Heliophanus cupreus
- Heliophanus dubius
- Heliophanus flavipes
- Heliophanus kochii
- Heliophanus lineiventris
- Heliophanus melinus
- Heliophanus patagiatus
- Heliophanus tribulosus
- Icius hamatus
- Icius subinermis
- Leptorchestes berolinensis
- Macaroeris nidicolens
- Marpissa muscosa
- Marpissa nivoyi
- Marpissa pomatia
- Mendoza canestrinii
- Menemerus semilimbatus
- Myrmarachne formicaria – mrówczynka
- Neon levis
- Neon rayi
- Neon reticulatus
- Pellenes nigrociliatus
- Pellenes seriatus
- Pellenes tripunctatus
- Philaeus chrysops
- Phlegra bresnieri
- Phlegra cinereofasciata
- Phlegra fasciata
- Pseudeuophrys erratica
- Pseudeuophrys lanigera
- Pseudeuophrys obsoleta
- Pseudeuophrys vafra
- Pseudicius encarpatus
- Saitis barbipes
- Salticus scenicus
- Salticus unciger
- Salticus zebraneus
- Sibianor aurocinctus
- Sitticus atricapillus
- Sitticus floricola
- Sitticus inexpectus
- Sitticus pubescens
- Sitticus saxicola
- Sitticus terebratus
- Synageles hilarulus
- Synageles venator
- Talavera aequipes
- Talavera petrensis
- Talavera thorelli

### Spachaczowate(Sparassidae)
- Micrommata virescens – spachacz zielonawy

### Ślizgunowate(Philodromidae)
- Philodromus albidus
- Philodromus aureolus
- Philodromus cespitum
- Philodromus collinus
- Philodromus dispar
- Philodromus fuscolimbatus
- Philodromus fuscomarginatus
- Philodromus longipalpis
- Philodromus margaritatus
- Philodromus poecilus
- Philodromus praedatus
- Philodromus pulchellus
- Philodromus rufus
- Thanatus arenarius
- Thanatus atratus
- Thanatus formicinus
- Tibellus macellus
- Tibellus oblongus]

### Śpiesznikowate(Oxyopidae)
- Oxyopes heterophthalmus
- Oxyopes lineatus
- Oxyopes ramosus – śpiesznik rysień

### Tkańcowate(Nesticidae)
- Nesticus cellulanus
- Nesticus eremita
- Nesticus speluncarum
- Typhlonesticus idriacus

### Topikowate(Cybaeidae)
- Argyroneta aquatica – topik
- Cybaeus minor
- Cybaeus raymondi
- Cybaeus tetricus

### Trachelidae
- Paratrachelas maculatus

### Trawnikowcowate(Miturgidae)
- Zora armillata
- Zora nemoralis
- Zora spinimana – trawnikowiec

### Ukośnikowate(Thomisidae)
- Coriarachne depressa
- Cozyptila blackwalli
- Diaea dorsata
- Diaea livens
- Ebrechtella tricuspidata
- Heriaeus hirtus
- Misumena vatia
- Ozyptila atomaria
- Ozyptila brevipes
- Ozyptila claveata
- Ozyptila praticola
- Ozyptila pullata
- Ozyptila rauda
- Ozyptila scabricula
- Ozyptila simplex
- Ozyptila trux
- Pistius truncatus
- Runcinia grammica
- Synema globosum
- Thomisus onustus
- Tmarus piger
- Tmarus stellio
- Xysticus acerbus
- Xysticus audax
- Xysticus bifasciatus
- Xysticus bufo
- Xysticus cristatus
- Xysticus desidosus
- Xysticus erraticus
- Xysticus ferrugineus
- Xysticus gallicus
- Xysticus kempeleni
- Xysticus kochi
- Xysticus lanio
- Xysticus lineatus
- Xysticus luctuosus
- Xysticus marmoratus
- Xysticus ninnii
- Xysticus robustus
- Xysticus sabulosus
- Xysticus striatipes
- Xysticus tenebrosus
- Xysticus ulmi

### Worczakowate(Gnaphosidae)
- Aphantaulax cincta
- Aphantaulax trifasciata
- Callilepis schuszteri
- Civizelotes pygmaeus
- Drassodes cupreus
- Drassodes lapidosus
- Drassodes pubescens
- Drassyllus lutetianus
- Drassyllus praeficus
- Drassyllus pumilus
- Drassyllus pusillus
- Drassyllus villicus
- Echemus angustifrons
- Gnaphosa badia
- Gnaphosa bicolor
- Gnaphosa inconspecta
- Gnaphosa lucifuga
- Gnaphosa lugubris
- Gnaphosa modestior
- Gnaphosa muscorum
- Gnaphosa occidentalis
- Gnaphosa opaca
- Haplodrassus dalmatensis
- Haplodrassus kulczynskii
- Haplodrassus signifer
- Haplodrassus silvestris
- Kishidaia conspicua
- Micaria aenea
- Micaria albovittata
- Micaria dives
- Micaria formicaria
- Micaria fulgens
- Micaria pulicaria
- Micaria silesiaca
- Nomisia aussereri
- Nomisia exornata
- Phaeocedus braccatus
- Poecilochroa variana
- Scotophaeus scutulatus
- Trachyzelotes pedestris
- Zelotes apricorum
- Zelotes atrocaeruleus
- Zelotes clivicola
- Zelotes electus
- Zelotes erebeus
- Zelotes exiguus
- Zelotes gracilis
- Zelotes hermani
- Zelotes latreillei
- Zelotes longipes
- Zelotes oblongus
- Zelotes petrensis
- Zelotes subterraneus

### Zbrojnikowate(Eutichuridae)
- Cheiracanthium elegans
- Cheiracanthium erraticum – kolczak trawny
- Cheiracanthium mildei
- Cheiracanthium montanum
- Cheiracanthium pennyi
- Cheiracanthium punctorium – kolczak zbrojny
- Cheiracanthium rupestre
- Cheiracanthium striolatum
- Cheiracanthium virescens

### Zoropsidae
- Zoropsis spinimana